# DB그룹
DB그룹(DB Group)은 대한민국의 기업집단이다.

## 역사
1969년 1월 24일 창업주인 김준기 회장이 자본금 2400만원으로 직원 2명과 함께 미륭건설 (현 동부건설)을 설립하였다. 미륭(美隆)은 ‘아름답게 솟아오른다’는 뜻이다. 미륭건설은 1973년부터 1980년까지 사우디아라비아 건설시장에 진출해 20억 달러의 공사를 수주하면서 그룹의 성장기반을 마련하였으며, 이 외화를 재원으로 제조, 서비스, 금융 등의 3대 분야에서 사업다각화를 성공적으로 이룩하였으나 2000년대 들어 유동성 위기로 그룹 전체의 구조조정을 단행하였다.
2017년 11월 1일 사명을 동부그룹에서 DB그룹으로 변경하였다.
2019년 창업 50주년을 맞이하였으며, 2020년 7월 창업주의 장남 김남호 회장이 취임하며, 2세 경영시대를 열었다.

## 연혁

### 1969년~1972년(창업기)
- 1969년 미륭건설 창업
- 1971년 동부고속 설립
- 1972년 동부관광 설립
- 1972년 동부상호신용금고 설립

### 1973년~1981년(중동진출기)
- 1973년 사우디아라비아 지사 설치
- 1976년 삼척산업 인수
- 1978년 한미면업, 대영실업, 부산운수 등을 인수함으로써 화물운송, 하역, 창고업 진출
- 1979년 동부고속과 합병

### 1982년~1991년(복합화 추진기)
- 1982년 국민투자금융 설립
- 1983년 한국자동차보험 경영권 인수
- 1984년 동진제강 인수
- 1984년 한국자보서비스 설립
- 1986년 울산석유화학 인수
- 1988년 영남화학 인수
- 1988년 동부문화재단 설립
- 1989년 동부애트나생명보험 설립
- 1989년 동부창업투자 설립
- 1989년 동부엔지니어링 설립
- 1989년 동부산업 전문무역상사로 출범 무역
- 1990년 동부화학 출범 
 (울산석유화학과 영남화학 합병)
- 1991년 동부투자금융이 업종전환하면서 동부증권 출범

### 1992년~1997년(그룹형성기)
- 1992년 그룹 종합연수원 개원
- 1992년 삼척산업 정보통신본부 신설
- 1995년 한농 인수
- 1995년 동부기술원 개원
- 1995년 동부주택할부금융 설립
- 1996년 동부정보시스템 설립
- 1997년 동부건설과 삼척산업 합병
- 1997년 동부한농 설립 
 (동부화학과 한농 합병)
- 1997년 동부정보기술 분사 
 (동부산업 내 정보통신본부)
- 1997년 동부투자신탁운용 설립
- 1997년 동부전자 설립

### 1998년~2005년(고난의 시기)
- 2000년 동부한농과 종묘 합병
- 2000년 동부건설과 동부고속 합병
- 2000년 동부부산컨테이너터미널 설립
- 2001년 기본 경영방침, '전원참여, 고효율, 자율경영' 선포
- 2001년 동부FIS 설립
- 2001년 동부 설립
- 2001년 동부전자 비메모리반도체 생산 개시
- 2001년 동부금융센터 준공
- 2001년 아남반도체 인수
- 2001년 동부월드 설립
- 2003년 동부DIS, 동부정보기술, 동부FIS 등이 합병하여 동부정보기술 출범
- 2004년 동부전자와 동부아남반도체가 합병하여 동부일렉트로닉스 출범
- 2004년 6시그마 경영혁신 추진 선언
- 2005년 사업분야별 전문경영체제 출범 
 (제조, 서비스, 금융 등)
- 2005년 TG삼보컴퓨터로부터 원주 TG삼보 엑써스 프로농구단을 인수하여 원주 동부 프로미 프로농구단을 창단

### 2006년~2010년(도약을 위한 정비기)
- 2007년 동부의 사명과 5대 혁신방향 선포
- 2007년 동부일렉트로닉스와 동부한농이 합병하여 동부하이텍(현 DB하이텍) 출범
- 2007년 동부CNI 출범 
 (동부정보기술과 동부 컨설팅부문통합)
- 2007년 동부제강 제철사업 진출
- 2007년 동부익스프레스 택배사업 진출
- 2008년 동부메탈 (현 DB메탈) 설립
- 2008년 레인보우힐스C.C 개장
- 2008년 사명을 동부제강에서 동부제철로 변경
- 2008년 동부경영시스템 정립
- 2008년 동부인천다목적터미널 개장
- 2009년 동부제철 전기로제철공장 준공
- 2010년 7대사업분야 확립 및 동부경영시스템 체계화
- 2010년 동부한농 설립
- 2010년 다사로봇 인수
- 2010년 동부팜 설립
- 2010년 동부CNI와 동부정밀화학 합병
- 2010년 동화청과 인수

### 2011년~2013년(글로벌시대)
- 2011년 동부특수강 분사
- 2011년 동부익스프레스 분사
- 2011년 사명을 다사로봇에서 동부로봇으로 변경
- 2011년 화우테크 인수
- 2011년 알티반도체 인수
- 2011년 동부발전 설립
- 2011년 동부팜바이오텍 설립
- 2011년 세실 인수
- 2011년 동부익스프레스 카자흐스탄 콜택시사업 진출
- 2011년 가야 인수
- 2012년 동부택배 분사
- 2012년 동부팜 브랜드 출범
- 2012년 몬산토코리아 종자사업부 양수
- 2013년 대우일렉트로닉스 인수

### 2013년~2017년(구조조정)
- 2014년 디씨티 청산
- 2014년 화우캐피탈 청산
- 2014년 Easternchem PTE.,Ltd 청산
- 2014년 동부특수강을 현대자동차그룹에 매각
- 2014년 동부팜가야 매각
- 2015년 동부발전당진 매각
- 2015년 동부택배 매각
- 2015년 FIS시스템 매각 
 (이후 2018년에 재인수)
- 2015년 동부제철 계열분리
- 2015년 동부로봇 매각
- 2015년 동부익스프레스를 동원그룹에 매각
- 2015년 동부팜한농 계열분리
- 2015년 동부건설 계열분리

### 2017년~현재(새로운 출발)
- 2017년 그룹명을 동부그룹에서 DB그룹으로 변경
- 2018년 동부대우전자를 대유그룹(현 대유위니아그룹)에 매각 및 DB라이텍 계열 분리
- 2019년 1월 24일 창업 50주년
- 2020년 7월 김남호 회장 취임
- 2025년 7월 1일 DB월드와 DB메탈 합병

## 계열사
| 계열회사명                    | 계열회사명                          | 업종                                      | 설립일     |
| ----------------------------- | ----------------------------------- | ----------------------------------------- | ---------- |
| 보험·증권·은행 부문           |                                     |                                           |            |
| DB손해보험                    | DB손해보험                          | 손해 및 보증보험업                        | 1968/11/01 |
|                               | DB자동차보험손해사정                | 손해사정업                                | 1984/02/29 |
|                               | DB CNS자동차손해사정                | 손해사정업 및 그외 기타 금융지원 서비스업 | 2011/03/17 |
|                               | DB CAS손해사정                      | 제3보험 손해사정업                        | 2011/03/17 |
|                               | DB CSI손해사정                      | 제3보험 손해사정업                        | 2011/03/17 |
|                               | DB M&S                              | 보험대리 및 중개업                        | 2013/02/22 |
| DB생명보험                    | DB생명보험                          | 생명보험업                                | 1989/04/14 |
| DB증권                        | DB증권                              | 증권 및 선물중개업                        | 1982/12/20 |
| DB자산운용                    | DB자산운용                          | 투자기관                                  | 1997/01/10 |
| DB저축은행                    | DB저축은행                          | 신용조합 및 저축기관                      | 1972/11/01 |
| DB캐피탈                      | DB캐피탈                            | 여신금융업                                | 1995/12/08 |
| DB금융서비스                  | DB금융서비스                        | 보험 및 연금관련 서비스업                 | 2014/01/13 |
| 전자·IT·반도체 부문           |                                     |                                           |            |
| DB Inc.                       | DB Inc.                             | 컴퓨터시스템 통합 자문, 구축 및 관리업    | 1977/03/15 |
| DB하이텍                      | DB하이텍                            | 전자부품 제조업                           | 1953/09/28 |
| 부동산 부문                   |                                     |                                           |            |
| DB월드                        | DB월드                              | 부동산, 제강 및 합금철 제조업             | 1989/05/15 |
| 서비스 부문                   |                                     |                                           |            |
| DB스탁인베스트먼트            | DB스탁인베스트먼트                  | 경영컨설팅 및 공공관계 서비스업           | 2012/12/18 |
| 사회공헌 부문                 |                                     |                                           |            |
| DB김준기문화재단              | DB김준기문화재단                    | 사회복지사업                              | 1988       |
| 스포츠 부문                   |                                     |                                           |            |
| 원주 DB 프로미                | 원주 DB 프로미                      | 기타스포츠서비스업                        | 2005/10/21 |
| 이전 계열사                   |                                     |                                           |            |
| 동부팜한농(현 팜한농)         | 동부팜한농(현 팜한농)               | 식물보호제,비료,상토,종자,동물약품 제조업 | 계열분리   |
| 동부팜가야(현 웅진식품)       | 동부팜가야(현 웅진식품)             | 음료제조업                                | 지분매각   |
| 동부팜청과(현 동화청과)       | 동부팜청과(현 동화청과)             | 농산물 유통업                             | 지분매각   |
| 동부건설                      | 동부건설                            | 토목시설물 건설업                         | 계열분리   |
| 동부LED                       | 동부LED                             | 발광다이오드 제조업                       | 지분매각   |
| 동부익스프레스(현 동원로엑스) | 동부익스프레스(현 동원로엑스)       | 육상운송 지원 서비스업                    | 지분매각   |
| 동부택배(현 KG로지스)         | 동부택배(현 KG로지스)               | 소화물 전문 운송업                        | 지분매각   |
| 동부제철(현 KG스틸)           | 동부제철(현 KG스틸)                 | 철강재 제조업                             | 계열분리   |
| 동부로봇(현 디에스티로봇)     | 동부로봇(현 디에스티로봇)           | 로봇 제조업                               | 지분매각   |
| DB라이텍(현 주식회사금빛)     | DB라이텍(현 주식회사금빛)           | 일반용 전기 조명장치 제조업               | 지분매각   |
| 동부대우전자(현 위니아전자)   | 동부대우전자(현 위니아전자)         | 가전제품 제조업                           | 지분매각   |
|                               | 동부대우전자서비스(현 위니아에이드) | 가전제품 수리 및 사후관리사업             | 계열분리   |

## 같이 보기
- 원주 DB 프로미